# Aristolochia manshuriensis
Aristolochia manshuriensis là một loài thực vật có hoa trong họ Aristolochiaceae. Loài này được Kom. mô tả khoa học đầu tiên năm 1904.